# Casino Royale (film fra 1967)
 Denne artikel omhandler en film fra 1967. Opslagsordet har også en anden betydning, se Casino Royale (flertydig).
Casino Royale er en amerikansk filmkomedie fra 1967 instrueret af Val Guest, Ken Hughes, John Huston, Joseph McGrath og Robert Parrish. Filmen er den anden af tre filmatiseringer af Ian Flemings roman Casino Royale fra 1953 om den hemmelige britiske agent James Bond. I modsætning til de to andre filmatiseringer og de øvrige James Bond-film er der dog her tale om en parodi på Bond-filmene fra Eon Productions.
Baggrunden for filmen var, at Eon Productions havde erhvervet filmrettighederne til alle James Bond-bøgerne, på nær Casino Royale, der siden 1960 havde tilhørt Charles K. Feldman. Feldman planlagde oprindeligt en seriøs filmatisering, men vejen til det store lærred blev vanskelig, og da man endelig kom i gang med filmen, havde projektet ændret karakter til en parodi. Derefter blev indspilningerne til en dyr og kaotisk affære, der involverede tre manuskriptforfattere (Wolf Mankowitz, John Low, Michael Sayers) og fem instruktører. Samtidig gav Peter Sellers anledning til konflikter og forlod endda optagelserne i utide. For at redde optagelserne blev der derfor indsat en indledning og slutning med David Niven.
Den endelige resultat endte med at blive en mildest talt forvirrende og usammenhængende film, som anmelderne da også var overvejende kritiske over for. Filmen havde dog et vist held med Burt Bacharachs musik, der blev nomineret til en Grammy Award. Sangen "The Look of Love" sunget af Dusty Springfield blev tilsvarende nomineret til en Oscar for bedste sang.

## Medvirkende
- David Niven – James Bond
- Peter Sellers – Evelyn Tremble
- Ursula Andress – Vesper Lynd
- Orson Welles – Le Chiffre
- Joanna Pettet – Mata Bond
- Daliah Lavi – The Detainer/007
- Woody Allen – Jimmy Bond
- Deborah Kerr – Agent Mimi/Lady Fiona McTarry
- William Holden – Ransome
- Charles Boyer – Le Grand
- John Huston – M
- Geoffrey Bayldon – Q
- Barbara Bouchet – Miss Moneypenny
- George Raft – Sig selv
- Jean-Paul Belmondo – Fransk legionær
- Jacqueline Bisset – Miss Goodthighs
- Anjelica Huston – Agent Mimis hænder
- Peter O'Toole – Sækkepibespiller
- David Prowse – Frankensteins monster
- Caroline Munro – Pige i kontrolrum
- Burt Kwouk – Kinesisk general